# فهرست ندانم‌گرایان
فهرست زیر دربرگیرنده نام مشاهیر ندانم گرا (agnostics) است که ندانم‌گرایی ایشان در مورد وجود خدا توسط خودشان از طریق آثار، یادداشت‌های روزانه، مکاتبات شخصی و غیره به اثبات رسیده‌است.
- آلبرت انیشتین (۱۹۵۵–۱۸۷۹)
- خیام
- سوزان آنتونی (۱۸۲۰–۱۹۰۶)
- هانا آرنت (۱۹۰۶–۱۹۷۵)
- ساموئل بکت (۱۹۰۶–۱۹۸۹)
- آمبروز بیرس (۱۸۴۲–۱۹۱۳?)
- خورخه لوئیس بورخس (۱۸۹۹–۱۹۸۶)
- آلبر کامو (۱۹۱۳–۱۹۶۰)
- توماس کارلایل (۱۷۹۵–۱۸۸۱)
- آریل دورفمان (زاده ۱۹۴۲)
- آرتور کانن دویل (۱۸۵۹–۱۹۳۰)
- ویلیام دوبوآ (۱۸۶۸–۱۹۶۳)
- هوارد فیلیپس لاوکرفت (۱۸۹۰–۱۹۳۷)
- جان استوارت میل (۱۸۰۶–۱۸۷۳)
- ادوارد فیتزجرالد (۱۸۰۹–۱۸۸۳)
- بتی فریدان (۱۹۲۱–۲۰۰۶)
- جان گالزورثی (۱۸۶۷–۱۹۳۳)
- ماکسیم گورکی (۱۸۶۸–۱۹۳۶)
- توماس هاردی (۱۸۴۰–۱۹۲۸)
- صادق هدایت (۱۹۰۳–۱۹۵۱)
- رابرت آنسون هاین‌لاین (۱۹۰۷–۱۹۸۸)
- جوزف هلر (۱۹۲۳–۱۹۹۹)
- آلکساندر هرتسن (۱۸۱۲–۱۸۷۰)
- آلدوس هاکسلی (۱۸۹۴–۱۹۶۳)
- جیمز جویس (۱۸۸۲–۱۹۴۱)
- فرانتس کافکا (۱۸۸۳–۱۹۲۴)
- نیکوس کازانتزاکیس (۱۸۸۳–۱۹۵۷)
- جان کیتس (۱۷۹۵–۱۸۲۱)
- یانوش کورچاک (1878 or ۱۸۷۹?–۱۹۴۲)
- استانیسواو لم (۱۹۲۱–۲۰۰۶)
- لوکرتیوس
- برنارد مالامود (۱۹۱۴–۱۹۸۶)
- اچ. ال منکن (۱۸۸۰–۱۹۵۶)
- توماس مان (۱۸۷۵–۱۹۵۵)
- ولادیمیر ناباکوف (۱۸۹۹–۱۹۷۷)
- یوجین اونیل (۱۸۸۸–۱۹۵۳)
- لری نیون (۱۹۳۸–)
- فرناندو پسوآ (۱۸۸۸–۱۹۳۵)
- مارسل پروست (۱۸۷۱–۱۹۲۲)
- الکساندر پوشکین (۱۷۹۹–۱۸۳۷)
- ادوارد سعید (۱۹۳۵–۲۰۰۳)
- مری شلی (۱۷۹۷–۱۸۵۱)
- ادوارد اسنودن (۱۹۸۳-)
- الیزابت کدی استانتون (۱۸۱۵–۱۹۰۲)
- جان استاینبک (۱۹۰۲–۱۹۶۸)
- استاندال (۱۷۸۳–۱۸۴۲) (نام مستعار
- بوریس و آرکادی استروگاسکی (۱۹۲۵–۲۰۱۲)
- توسیدید
- بیل گیتس
- ایوان تورگنیف (۱۸۱۸–۱۸۸۳)
- مارک توین
- ابن وراق
- الی ویزل (زاده ۱۹۲۸)
- رابرت آنتون ویلسون (۱۹۳۲–۲۰۰۷)
- مری ولستون‌کرافت (۱۷۵۹–۱۷۹۷)
- امیل زولا (۱۸۴۰–۱۹۰۲)
- وارن بافت (زاده ۱۹۳۰)
- آنری دونان (۱۸۲۸—۱۹۱۰)
- ایلان ماسک (زاده ۱۹۷۱)
- تد ترنر
- هیدئاکی آنو (زاده ۱۹۶۰)
- سیمون بیکر (زاده ۱۹۶۹)
- جی باروچل (زاده ۱۹۸۲)
- مونیکا بلوچی (زاده ۱۹۶۴)
- نیل پاتریک هریس (زاده ۱۹۷۳)
- تام برگرون (زاده ۱۹۵۵)
- اینگمار برگمان (۱۹۱۸–۲۰۰۷)
- ایروینگ برلین (۱۸۸۸–۱۹۸۹)
- گائل گارسیا برنال (زاده ۱۹۷۸)
- لویس بلک (زاده ۱۹۴۸)
- یوهانس برامس (۱۸۳۳–۱۸۹۷)
- ژرژ برسنس (۱۹۲۱–۱۹۸۱)
- بنجامین بریتن (۱۹۱۳–۱۹۷۶)
- رز بیرن (زاده ۱۹۷۹)
- چارلی چاپلین (۱۸۸۹–۱۹۷۷)
- آرون کوپلند (۱۹۰۰–۱۹۹۰)
- سالوادور دالی (۱۹۰۴–۱۹۸۹)
- رانی جیمز دیو (۱۹۴۲–۲۰۱۰)
- ریچارد دریفوس (زاده ۱۹۴۷)
- توماس ایکینز (۱۸۴۴–۱۹۱۶)
- زک افران (زاده ۱۹۸۷)
- کری فیشر
- گابریل فوره (۱۸۴۵–۱۹۲۴)
- هنری فوندا (۱۹۰۵–۱۹۸۲)
- امیلیا فاکس (زاده ۱۹۷۴)
- نیل گیمن (زاده ۱۹۶۰)
- ژان-لوک گدار (زاده ۱۹۳۰)
- مت گرینیگ (زاده ۱۹۵۴)
- گوستاو هولست (۱۸۷۴–۱۹۳۴)
- لئوش یاناچک (۱۸۵۴–۱۹۲۸)
- جین کلی (۱۹۱۲–۱۹۹۶)
- لری کینگ (زاده ۱۹۳۳)
- آنی لنکس (زاده ۱۹۵۴)
- کلوریس لیچمن (۱۹۲۶–)
- استن لی (۱۹۲۲–۲۰۱۸)
- لمی (۱۹۴۵–۲۰۱۵)
- رنه ماگریت (۱۸۹۸–۱۹۶۷)
- بیل مار (زاده ۱۹۵۶)
- گوستاو مالر (۱۸۶۰–۱۹۱۱)
- دیو متیوس (زاده ۱۹۶۷)
- برایان می (زاده ۱۹۴۷)
- ادوارد مونک (۱۸۶۳–۱۹۴۴)
- نیل پیرت (زاده ۱۹۵۲)
- شان پن (زاده ۱۹۶۰)
- برد پیت (زاده ۱۹۶۳)
- سیدنی پوآتیه (زاده ۱۹۲۷)
- هوگو ریمان (۱۹۴۹–۱۹۱۹)
- لری سنگر
- فرانتس شوبرت (۱۷۹۷–۱۸۲۸)
- روبرت شومان (۱۸۱۰–۱۸۵۶)
- ریدلی اسکات (زاده ۱۹۳۷)
- آدرین شلی (۱۹۶۶–۲۰۰۶)
- هاوارد استرن (۱۹۵۴-)
- استینگ (زاده ۱۹۵۱)
- مت استون (زاده ۱۹۷۱)
- اوسامو تزوکا (۱۹۲۸–۱۹۸۹)
- جوزپه وردی (۱۸۱۳–۱۹۰۱)
- رالف وان ویلیامز (۱۸۷۲–۱۹۵۸)
- استنلی کوبریک (۱۹۲۸–۱۹۹۹)
- باب گوچیون (۱۹۳۰–۲۰۱۰)
- کنفوسیوس
- لائوتسه
- لودویگ ویتگنشتاین (۱۸۸۹—۱۹۵۱)
- آیزایا برلین (۱۹۰۹–۱۹۹۷)
- نوآم چامسکی (۱۹۲۸–)
- دموکریت
- جان دیویی (۱۸۵۹–۱۹۵۲)
- اپیکور
- دیوید هیوم (۱۷۱۱–۱۷۷۶)
- ادموند هوسرل (۱۸۵۹–۱۹۳۸)
- هارولد اینیس (۱۸۹۴–۱۹۵۲)
- ویلیام جیمز (۱۸۴۲–۱۹۱۰)
- توماس کوهن (۱۹۲۲–۱۹۹۶)
- جرج ادوارد مور (۱۸۷۳–۱۹۵۸)
- کارل پوپر
- پروتاگوراس
- پورهو
- برتراند راسل (۱۸۷۲–۱۹۷۰)
- میشائیل اشمیت زالومون (زاده ۱۹۶۷)
- هربرت اسپنسر (۱۸۲۰–۱۹۰۳)
- ثئوفراستوس
- نورمن آنجل (۱۸۷۲–۱۹۶۷)
- کلمنت اتلی (۱۸۸۳–۱۹۶۷)
- میچل باچله (زاده ۱۹۵۱)
- هلن کلارک (زاده ۱۹۵۰)
- هاینتس فیشر (زاده ۱۹۳۸)
- فرانسوا اولاند (زاده ۱۹۵۴)
- رابرت اینگرسول (۱۸۳۳–۱۸۹۹)
- ایوو یوسیپوویچ (زاده ۱۹۵۷)
- ویم کوک (زاده ۱۹۳۸)
- برونو کرایسکی (۱۹۱۱–۱۹۹۰)
- الکساندر کواشنیوسکی
- جان کی (زاده ۱۹۶۱)
- جواهر لعل نهرو (۱۸۸۹–۱۹۶۴)
- رابرت اوون (۱۷۷۱–۱۸۵۸)
- جورج لینکلن راکول (۱۹۱۸–۱۹۶۷)
- ینس استولتنبرگ (زاده ۱۹۵۹)
- لی کوآن یو (زاده ۱۹۲۳)
- خوزه لوئیز رودریگز ساپاترو (زاده ۱۹۶۰)
- هانس اولوف گوستا آلفون (۱۹۰۸–۱۹۹۵)
- رالف آشر آلفر (۱۹۲۱–۲۰۰۷)
- دیوید اتنبرو (زاده ۱۹۲۶)
- جان لوگی برد (۱۸۸۸–۱۹۴۶)
- رابرت بارانی (۱۸۷۶–۱۹۳۶)
- جان باردین (۱۹۰۸–۱۹۹۱)
- الکساندر گراهام بل (۱۸۴۷–۱۹۲۲)
- ریچارد بلمن (۱۹۲۰–۱۹۸۴)
- امیل برلینر (۱۸۵۱—۱۹۲۹)
- کلود برنارد (۱۸۱۳–۱۸۷۸)
- جی. مایکل بیشاپ (۱۹۳۰–)
- نیکولاس بلومبرگر (زاده ۱۹۲۰)
- دیوید بوهم (۱۹۱۷–۱۹۹۲)
- جرج بول (۱۸۱۵–۱۸۶۴)
- روبرت بوش (۱۸۶۱–۱۹۴۲)
- جاگادیش چاندرا بوز (۱۸۵۸–۱۹۳۷)
- فرانک مک‌فارلن بارنت (۱۸۹۹–۱۹۸۵)
- سانتیاگو رامون کاخال (۱۸۵۲–۱۹۳۴)
- والاس کاروترز (۱۸۹۶–۱۹۳۷)
- هنری کاوندیش (۱۷۳۱–۱۸۱۰)
- اوون چمبرلین (۱۹۲۰–۲۰۰۶)
- فرانسیس کریک (۱۹۱۶–۲۰۰۴)
- ماری کوری (۱۸۶۷–۱۹۳۴)
- چارلز داروین (۱۸۰۹–۱۸۸۲)
- مکس دلبروک (۱۹۰۶–۱۹۸۱)
- دیوید دویچ (زاده ۱۹۵۳)
- پل دیراک (۱۹۰۲–۱۹۸۴)
- اوژن دوبوا (۱۸۵۸–۱۹۴۰)
- امیل دورکیم (۱۸۵۸–۱۹۱۷)
- فریمن دایسون (۱۹۲۳–)
- آلبرت اینشتین (۱۸۷۹–۱۹۵۵)
- انریکو فرمی (۱۹۰۱–۱۹۵۴)
- ادموند اچ. فیشر (زاده ۱۹۲۰)
- وال لوگسدون فیچ (۱۹۲۳–)
- هاوارد فلری (۱۸۹۸–۱۹۶۸)
- لی دفارست (۱۸۶۳–۱۹۶۱)
- ادوارد فرانکلند (۱۸۲۵–۱۸۹۹)
- روزالیند فرانکلین (۱۹۲۰–۱۹۵۸)
- جروم ایزاک فریدمان (۱۹۳۰–)
- میلتون فریدمن (۱۹۱۲–۲۰۰۶)
- ویلیام فرود (۱۸۱۰–۱۸۷۹)
- دنیس گابور (۱۹۰۰–۱۹۷۹)
- فرانسیس گالتون (۱۸۲۲–۱۹۱۱)
- سیسیلیا پین گیپچکن (۱۹۰۰–۱۹۷۹)
- روی جی. گلوبر (زاده ۱۹۲۵)
- کامیلو گولگی (۱۸۴۳–۱۹۲۶)
- دیوید گراس (زاده ۱۹۴۱)
- جان گوردون (زاده ۱۹۳۳)
- موری گل-مان (زاده ۱۹۲۹)
- استیون جی گولد (۱۹۴۱–۲۰۰۲)
- هانس هان (۱۸۷۹–۱۹۳۴)
- آلن هیل (ستاره‌شناس) (زاده ۱۹۵۸)
- تئودور هانش (زاده ۱۹۴۱)
- فریدریش آوگوست فون هایک (۱۸۹۹–۱۹۹۲)
- جان هالدین (۱۸۹۲–۱۹۶۴)
- هرمان فون هلمهولتز (۱۸۲۱–۱۸۹۴)
- گرهارد هرتسبرگ (۱۹۰۴–۱۹۹۹)
- داوید هیلبرت (۱۸۶۲–۱۹۴۳)
- فردریک هاپکینز (۱۸۶۱–۱۹۴۷)
- خرارد توفت (زاده ۱۹۴۶)
- فرد هویل (۱۹۱۵–۲۰۰۱)
- ادوین هابل (۱۸۸۹–۱۹۵۳)
- الکساندر فون هومبولت (۱۷۶۹–۱۸۵۹)
- اندرو هاکسلی (۱۹۱۷–۲۰۱۲)
- توماس هنری هاکسلی (۱۸۲۵–۱۸۹۵)
- ادوین توماس جینز (۱۹۲۲–۱۹۹۸)
- جیمز هاپوود جینز (۱۸۷۷–۱۹۴۶)
- جروم کارل (۱۹۱۸–)
- فریدریش آگوست ککیوله (۱۸۲۹–۱۸۹۶)
- جان کندرو (۱۹۱۷–۱۹۹۷)
- جان مینارد کینز (۱۸۸۳–۱۹۴۶)
- میچیو کاکو (زاده ۱۹۴۷)
- آلفرد کاستلر (۱۹۰۲–۱۹۸۴)
- ژوزف لویی لاگرانژ (۱۷۳۶–۱۸۱۳)
- ایروینگ لانگمویر (۱۸۸۱–۱۹۵۷)
- آنتونی جیمز لگت (۱۹۳۸–)
- پرسیوال لوول (۱۸۵۵–۱۹۱۶)
- رادولف مارکوس (زاده ۱۹۲۳)
- آلبرت آبراهام مایکلسون (۱۸۵۲–۱۹۳۱)
- سیمون ون درمیر (۱۹۲۵–۲۰۱۱)
- لودویگ فن میزس (۱۸۸۱–۱۹۷۳)
- لودویگ موند (۱۸۳۹–۱۹۰۹)
- روبرت اس مالیکن (۱۸۹۶–۱۹۸۶)
- فریتیوف نانسن (۱۸۶۱–۱۹۳۰)
- رونالد نوریش (۱۸۹۷–۱۹۷۸)
- رابرت نویس (۱۹۲۷–۱۹۹۰)
- پائول نرس (زاده ۱۹۴۹)
- بیل نای (دانشمند) (زاده ۱۹۵۵)
- جرج اولاه (زاده ۱۹۲۷)
- مارک اولیفانت (۱۹۰۱–۲۰۰۰)
- کارل پیرسون (۱۸۵۷–۱۹۳۶)
- سال پرلموتر (زاده ۱۹۵۹)
- آنری پوانکاره (۱۸۵۴–۱۹۱۲)
- سیمون دنی پواسون (۱۷۸۱–۱۸۴۰)
- جرج پولیا (۱۸۸۸–۱۹۸۵)
- ولادیمیر پریلاگ (۱۹۰۶–۱۹۹۸)
- سی وی رامان (۱۸۸۸–۱۹۷۰)
- لیزا رندل (۱۹۶۲–)
- گروته ریبر (۱۹۱۱–۲۰۰۲)
- رابرت کلمن ریچاردسون (زاده ۱۹۳۷)
- شارل ریشه (۱۸۵۰–۱۹۳۵)
- ریچارد رابرتس (۱۹۴۳–)
- ژوزف روتبلات (۱۹۰۸–۲۰۰۵)
- کارل سیگن (۱۹۳۴–۱۹۹۶)
- فردریک سنگر (۱۹۱۸–۲۰۱۳)
- هارلو شپلی (۱۸۸۵–۱۹۷۲)
- چارلز شرینگتون (۱۸۵۷–۱۹۵۲)
- جورج گیلرد سیمپسون (۱۹۰۲–۱۹۸۴)
- جینس اسکو (۱۹۱۸–)
- ویلیام اسمیت (زمین‌شناس) (۱۷۶۹–۱۸۳۹)
- جرج اسموت (۱۹۴۵–)
- آلبرت سنت-گیورگی (۱۸۹۳–۱۹۸۶)
- لیو زیلارد (۱۸۹۸–۱۹۶۴)
- ایگور یوگنیویچ تام (۱۸۹۵–۱۹۷۱)
- ادوارد تلر (۱۹۰۸–۲۰۰۳)
- جان تیندال (۱۸۲۰–۱۸۹۳)
- نیل دگراس تایسون (زاده ۱۹۵۸)
- استنی‌سواف اولام (۱۹۰۹–۱۹۸۴)
- مارتینیوس ولتمن (زاده ۱۹۳۱)
- رودولف فیرخو (۱۸۲۱–۱۹۰۲)
- جان فون نویمان (۱۹۰۳–۱۹۵۷)
- آلفرد راسل والاس (۱۸۲۳–۱۹۱۳)
- آندره وی (۱۹۰۶–۱۹۹۸)
- والتر فرانک رافائل ولدون (۱۸۶۰–۱۹۰۶)
- نوربرت وینر (۱۸۹۴–۱۹۶۴)
- یوجین ویگنر (۱۹۰۲–۱۹۹۵)
- فرانک ویلچک (زاده ۱۹۵۱)
- استیو وزنیاک (زاده ۱۹۵۰)
- چن نینگ یانگ (زاده ۱۹۲۲)
- هانس زینسر (۱۸۷۸–۱۹۴۰)
- ادموند هیلاری (۱۹۱۹–۲۰۰۸)
- پت تیلمن (۱۹۷۶–۲۰۰۴)
- رافائل نادال (زاده ۱۹۸۶)
- راب ون دم (زاده ۱۹۷۰)
- دانیل دی-لوئیس (زاده ۱۹۵۷)
- سیمین دانشور (زاده ۱۹۲۱)
- جرد پادالکی (زاده ۱۹۸۲)